# Philipsburg

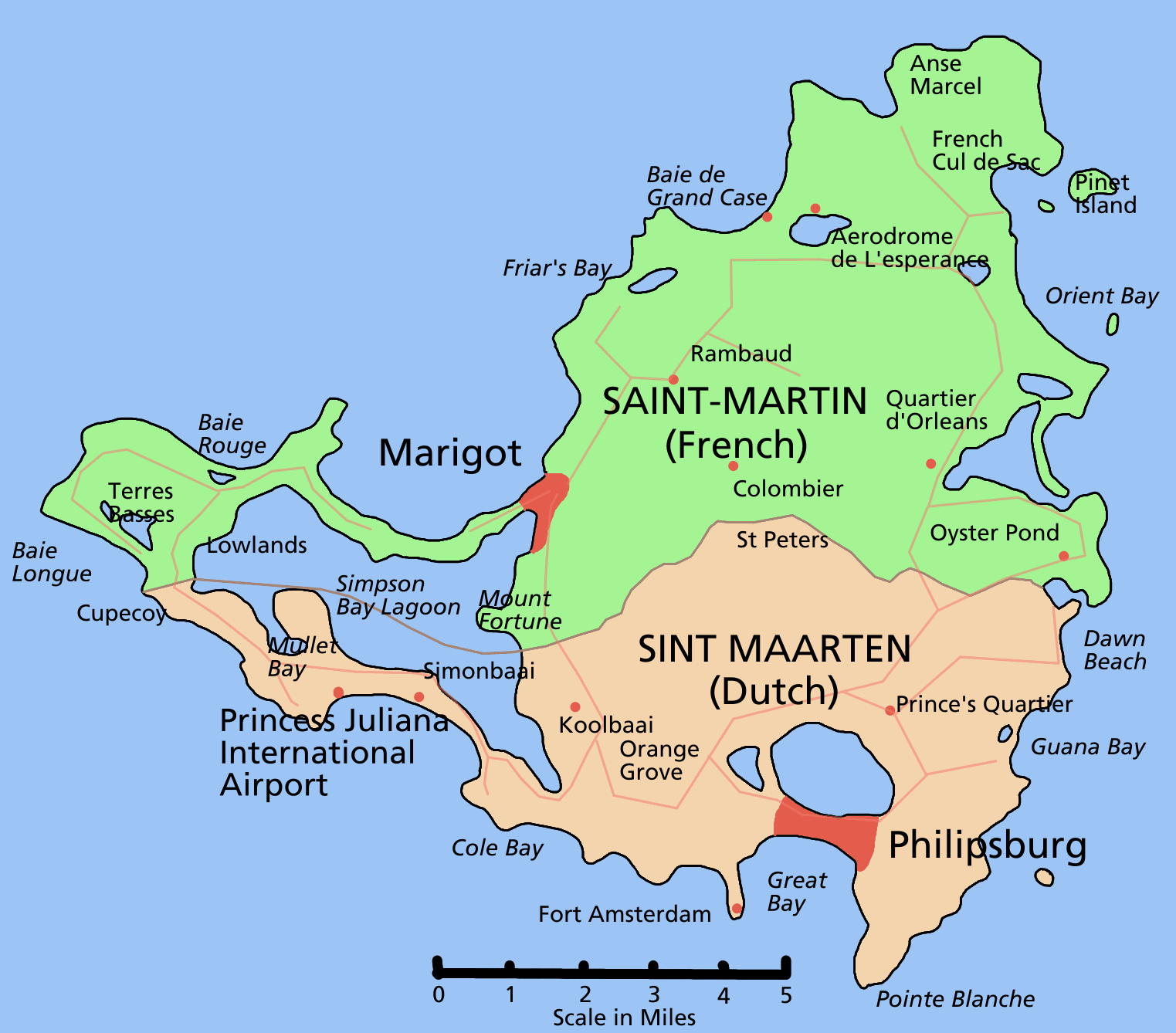
Ranh giới Đảo Saint Martin thuộc Pháp và Hà Lan

Philipsburg là thị trấn chính trên phần đảo Sint Maarten thuộc Vương quốc Hà Lan, trên một dải đất hẹp. Đây cũng là thủ đô của Sint Maarten và có chức năng như trung tâm thương mại của đảo. Đến năm 2017, thị trấn có 1.894 cư dân.
Nó được phát hiện bởi Christopher Columbus vào 11 tháng 11 năm 1493 nhưng người Arawak đã định cư ở đây trước khi ông phát hiện ra. Philipsburg được thành lập năm 1763 bởi John Philips, một thuyền trưởng người Scotland trong lực lượng hải quân Hà Lan, và nhanh chóng trở thành một trung tâm thương mại quốc tế nhộn nhịp. Hai pháo đài lịch sử minh chứng cho tầm quan trọng chiến lược của Philipsburg trong lịch sử là: Fort Amsterdam và Fort Willem.

## Khí hậu
Philipsburg có khí hậu xavan nhiệt đới (phân loại khí hậu Köppen Aw).
| Dữ liệu khí hậu của Philipsburg (Sân bay quốc tế Princess Juliana) 1971–2000 | Dữ liệu khí hậu của Philipsburg (Sân bay quốc tế Princess Juliana) 1971–2000 | Dữ liệu khí hậu của Philipsburg (Sân bay quốc tế Princess Juliana) 1971–2000 | Dữ liệu khí hậu của Philipsburg (Sân bay quốc tế Princess Juliana) 1971–2000 | Dữ liệu khí hậu của Philipsburg (Sân bay quốc tế Princess Juliana) 1971–2000 | Dữ liệu khí hậu của Philipsburg (Sân bay quốc tế Princess Juliana) 1971–2000 | Dữ liệu khí hậu của Philipsburg (Sân bay quốc tế Princess Juliana) 1971–2000 | Dữ liệu khí hậu của Philipsburg (Sân bay quốc tế Princess Juliana) 1971–2000 | Dữ liệu khí hậu của Philipsburg (Sân bay quốc tế Princess Juliana) 1971–2000 | Dữ liệu khí hậu của Philipsburg (Sân bay quốc tế Princess Juliana) 1971–2000 | Dữ liệu khí hậu của Philipsburg (Sân bay quốc tế Princess Juliana) 1971–2000 | Dữ liệu khí hậu của Philipsburg (Sân bay quốc tế Princess Juliana) 1971–2000 | Dữ liệu khí hậu của Philipsburg (Sân bay quốc tế Princess Juliana) 1971–2000 | Dữ liệu khí hậu của Philipsburg (Sân bay quốc tế Princess Juliana) 1971–2000 |
| Tháng                                                                        | 1                                                                            | 2                                                                            | 3                                                                            | 4                                                                            | 5                                                                            | 6                                                                            | 7                                                                            | 8                                                                            | 9                                                                            | 10                                                                           | 11                                                                           | 12                                                                           | Năm                                                                          |
| ---------------------------------------------------------------------------- | ---------------------------------------------------------------------------- | ---------------------------------------------------------------------------- | ---------------------------------------------------------------------------- | ---------------------------------------------------------------------------- | ---------------------------------------------------------------------------- | ---------------------------------------------------------------------------- | ---------------------------------------------------------------------------- | ---------------------------------------------------------------------------- | ---------------------------------------------------------------------------- | ---------------------------------------------------------------------------- | ---------------------------------------------------------------------------- | ---------------------------------------------------------------------------- | ---------------------------------------------------------------------------- |
| Cao kỉ lục °C (°F)                                                           | 32.7 (90.9)                                                                  | 31.6 (88.9)                                                                  | 32.6 (90.7)                                                                  | 33.6 (92.5)                                                                  | 33.5 (92.3)                                                                  | 33.9 (93.0)                                                                  | 34.2 (93.6)                                                                  | 35.1 (95.2)                                                                  | 34.8 (94.6)                                                                  | 34.3 (93.7)                                                                  | 33.9 (93.0)                                                                  | 32.1 (89.8)                                                                  | 35.1 (95.2)                                                                  |
| Trung bình ngày tối đa °C (°F)                                               | 28.6 (83.5)                                                                  | 28.7 (83.7)                                                                  | 29.2 (84.6)                                                                  | 29.8 (85.6)                                                                  | 30.4 (86.7)                                                                  | 31.3 (88.3)                                                                  | 31.6 (88.9)                                                                  | 31.7 (89.1)                                                                  | 31.6 (88.9)                                                                  | 31.2 (88.2)                                                                  | 30.2 (86.4)                                                                  | 29.2 (84.6)                                                                  | 30.3 (86.5)                                                                  |
| Trung bình ngày °C (°F)                                                      | 25.5 (77.9)                                                                  | 25.4 (77.7)                                                                  | 25.7 (78.3)                                                                  | 26.5 (79.7)                                                                  | 27.4 (81.3)                                                                  | 28.2 (82.8)                                                                  | 28.3 (82.9)                                                                  | 28.6 (83.5)                                                                  | 28.5 (83.3)                                                                  | 28.2 (82.8)                                                                  | 27.3 (81.1)                                                                  | 26.1 (79.0)                                                                  | 27.2 (81.0)                                                                  |
| Tối thiểu trung bình ngày °C (°F)                                            | 23.2 (73.8)                                                                  | 23.1 (73.6)                                                                  | 23.5 (74.3)                                                                  | 24.1 (75.4)                                                                  | 25.1 (77.2)                                                                  | 25.2 (77.4)                                                                  | 26.1 (79.0)                                                                  | 26.2 (79.2)                                                                  | 26.0 (78.8)                                                                  | 25.7 (78.3)                                                                  | 24.9 (76.8)                                                                  | 23.9 (75.0)                                                                  | 24.8 (76.6)                                                                  |
| Thấp kỉ lục °C (°F)                                                          | 18.6 (65.5)                                                                  | 19.2 (66.6)                                                                  | 19.5 (67.1)                                                                  | 19.3 (66.7)                                                                  | 20.2 (68.4)                                                                  | 22.3 (72.1)                                                                  | 22.1 (71.8)                                                                  | 21.4 (70.5)                                                                  | 22.0 (71.6)                                                                  | 22.1 (71.8)                                                                  | 21.2 (70.2)                                                                  | 20.0 (68.0)                                                                  | 18.6 (65.5)                                                                  |
| Lượng mưa trung bình mm (inches)                                             | 66.0 (2.60)                                                                  | 50.7 (2.00)                                                                  | 45.2 (1.78)                                                                  | 64.0 (2.52)                                                                  | 93.3 (3.67)                                                                  | 61.8 (2.43)                                                                  | 71.6 (2.82)                                                                  | 98.8 (3.89)                                                                  | 139.6 (5.50)                                                                 | 113.0 (4.45)                                                                 | 149.3 (5.88)                                                                 | 93.8 (3.69)                                                                  | 1.047,1 (41.22)                                                              |
| Số ngày mưa trung bình (≥ 1.0 mm)                                            | 11.9                                                                         | 9.3                                                                          | 9.0                                                                          | 11.8                                                                         | 10.3                                                                         | 8.4                                                                          | 12.2                                                                         | 13.9                                                                         | 13.5                                                                         | 13.8                                                                         | 14.8                                                                         | 13.3                                                                         | 142.0                                                                        |
| Độ ẩm tương đối trung bình (%)                                               | 74.7                                                                         | 74.1                                                                         | 73.6                                                                         | 75.0                                                                         | 75.9                                                                         | 75.1                                                                         | 74.8                                                                         | 75.4                                                                         | 76.3                                                                         | 76.8                                                                         | 77.4                                                                         | 76.6                                                                         | 75.5                                                                         |
| Số giờ nắng trung bình tháng                                                 | 257.2                                                                        | 235.2                                                                        | 271.6                                                                        | 265.4                                                                        | 251.0                                                                        | 245.1                                                                        | 257.2                                                                        | 288.1                                                                        | 232.4                                                                        | 244.6                                                                        | 235.0                                                                        | 246.7                                                                        | 3.009,4                                                                      |
| Phần trăm nắng có thể                                                        | 73.5                                                                         | 72.7                                                                         | 72.2                                                                         | 70.6                                                                         | 62.4                                                                         | 62.0                                                                         | 63.2                                                                         | 67.7                                                                         | 62.8                                                                         | 67.0                                                                         | 68.3                                                                         | 71.4                                                                         | 67.8                                                                         |
| Nguồn: Meteorological Department Curaçao                                     |                                                                              |                                                                              |                                                                              |                                                                              |                                                                              |                                                                              |                                                                              |                                                                              |                                                                              |                                                                              |                                                                              |                                                                              |                                                                              |